# Ferdinand d’Orléans, duc de Montpensier

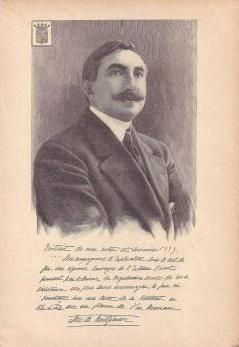
Ferdinand d’Orléans, duc de Montpensier, um 1920

Ferdinand François Philippe Marie Laurent d’Orléans, duc de Montpensier (* 9. September 1884 auf Schloss Eu in Eu; † 30. Januar 1924 auf Schloss Randan in Randan) war ein Mitglied aus dem Hause Orléans. Er führte den Höflichkeitstitel «duc de Montpensier».

## Leben
Ferdinand d’Orléans war der jüngste Sohn von acht Kindern des französischen Aristokraten Louis Philippe Albert d’Orléans, comte de Paris (1838–1894) und seiner Ehefrau Prinzessin Maria Isabella d’Orléans-Montpensier (1848–1919), älteste Tochter von Antoine d’Orléans, duc de Montpensier und der Infantin Luisa Fernanda von Spanien. Seine Großeltern väterlicherseits waren Ferdinand Philippe d’Orléans, duc de Chartres und Prinzessin Helene zu Mecklenburg-Schwerin. Seine Großeltern mütterlicherseits waren König Ferdinand VII. von Spanien und Maria Christina, die Tochter von König Franz I. beider Sizilien und seiner Gattin Maria Isabel von Spanien.
Nach seinem Studium an der University of Cambridge in Cambridge ging er auf ausgedehnte Reisen, unter anderem Brasilien, Japan, Borneo, Indien und Französisch-Indochina. Seine Eindrücke über Land und Leute schrieb er in seinen Reiseberichte nieder und veröffentlichte sie später. Ferdinand d’Orléans war ein begeisterter Anhänger der Thesen des Naturforschers Charles Darwin.
Im Jahre 1913 erkannten die Großmächte auf der Botschafterkonferenz von London den albanischen Staat an. Die Großmächte zweifelten aber daran, dass die Albaner sich selbst regieren könnten, und behielten sich deshalb das Recht vor, einen Fürsten zu ernennen. Deren Vorschlag fiel auf Ferdinand d’Orléans, duc de Montpensier – doch er lehnte ab, da er meinte, dass dieses Angebot eher seinen älteren Bruder Louis Philippe Robert d’Orléans, duc d’Orléans zustände. Doch die Wahl fiel schließlich auf einen deutschen Protestanten – Prinz Wilhelm zu Wied – der auch von Österreich-Ungarn und Deutschland favorisiert wurde.
Maria Isabella d’Orléans-Montpensier starb am 20. Juli 1919 in Sevilla und wurde im Real Sitio de San Lorenzo de El Escorial bestattet. Am 20. August 1921 heiratete Ferdinand d’Orléans auf Château de Randan die spanische Adlige Doña María Isabel Josefa Theodora González de Olañeta y Ibarreta (1897–1958), Erbtochter von Don Ulpiano González de Olañeta y González de Ocampo, 2. Marqués de Valdeterrazo und Doña Isabel de Ibarreta y Uhagón. Die Ehe blieb kinderlos. Knapp drei Jahre später starb Ferdinand d’Orléans an den Folgen eines Herzinfarkts – es wurde vermutet, dass er mit Drogen experimentierte – und wurde in der Chapelle royale de Dreux in Dreux bestattet. Seine Witwe heiratete ein Jahr darauf in Madrid José Maria de Huarte y de Jáuregui († 1969).

## Werke
- 1910 La ville au bois dormant, de Saigon à Angkor en automobile
- 1912 En Indo-chine. Mes chasses, mes voyages